# Iglesia de Santiago (Belvís de Monroy)
La iglesia de Santiago es un templo parroquial católico ubicado en la villa española de Belvís de Monroy, en la provincia de Cáceres.
El edificio fue construido originalmente en los siglos XIV-XV, aunque ha sido reformado a lo largo del tiempo. Está declarado Bien de Interés Cultural desde 1976.

## Localización
Se ubica en la parte más occidental del casco antiguo de Belvís de Monroy, unos cincuenta metros al este del castillo de la villa. Para salvar los desniveles del terreno, el edificio está casi completamente rodeado por un sencillo atrio, excepto en la cabecera. Aunque la iglesia es un edificio exento, su atrio colinda con una pequeña manzana de viviendas al noroeste. El templo y el atrio forman una parcela catastral con una superficie gráfica de 991 m², de los cuales 517 m² son de superficie construida.

## Historia y descripción

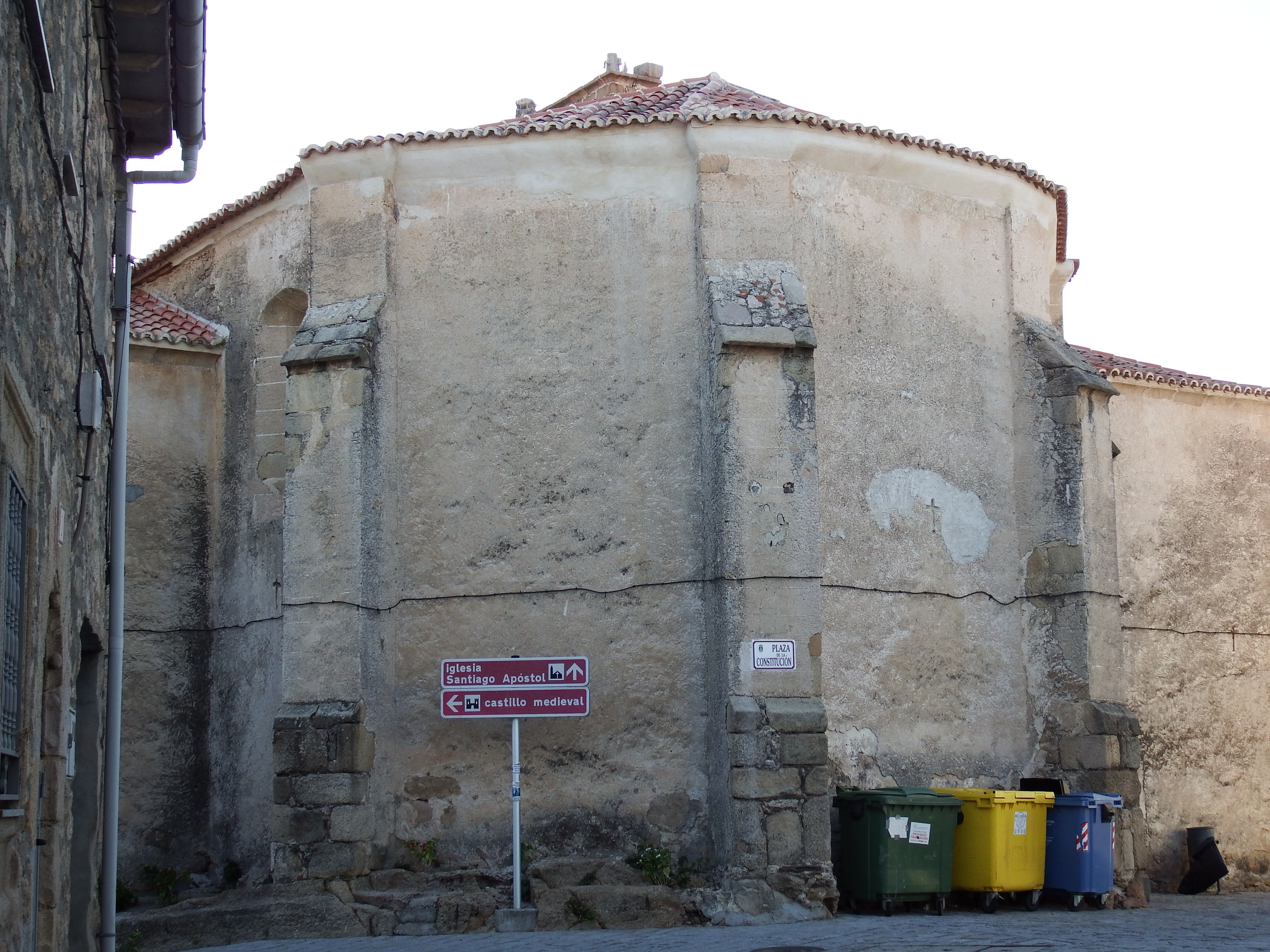
Cabecera de la iglesia

Es uno de los templos parroquiales más antiguos que se conservan en la zona. La iglesia fue construida en un estilo gótico mudéjar en los siglos XIV-XV, aunque con el paso del tiempo se hicieron importantes reformas. Es uno de los pocos edificios históricos de la antigua villa que sobrevivieron al saqueo que perpetró la Grande Armée el 4 de agosto de 1809; sin embargo, pese a que las tropas napoleónicas no atacaron a la estructura, profanaron todos los bienes muebles, destruyendo algunos de gran importancia como su retablo barroco y su órgano.
Se estructura en una sola nave rectangular y cabecera poligonal con contrafuertes. La puerta sur, o de la epístola, es de medio punto con arquivoltas y está protegida por un porche con dos columnas toscanas de granito. La puerta norte es igual que la anterior pero sin porche y ambas con acceso por gradas. Tiene cuatro ventanas con arcos apuntados y la torre es rectangular. La capilla mayor es más alta, con arco toral gótico de piedra encalada.

## Uso actual
Desde el punto de vista eclesiástico, el templo es sede de una parroquia que abarca la villa de Belvís de Monroy. Oficialmente no es la única parroquia del municipio, ya que Casas de Belvís cuenta con su propia iglesia parroquial, la iglesia de San Bernardo; sin embargo, en la práctica ambas iglesias suelen estar a cargo del mismo párroco, dependiendo ambas parroquias del arciprestazgo de Navalmoral de la Mata en la diócesis de Plasencia. Esta parroquia conjunta tiene a su cargo una ermita ubicada a casi igual distancia de ambas localidades: la ermita del Berrocal, edificio de origen medieval donde los vecinos del municipio celebran una romería en primavera.